# グレイリング (SS-209)
グレイリング (USS Grayling, SS-209) は、アメリカ海軍の潜水艦。タンバー級潜水艦の一隻。艦名はサケ科カワヒメマス属の総称に因んで命名された。その名を持つ艦としては1917－19年に徴用した哨戒モーターボート (SP-1259)以来4隻目。なお、喪失の翌年にテンチ級潜水艦29番艦として5代目グレイリング (SS-492)が計画されたが、終戦とともに未着工のまま中止された。

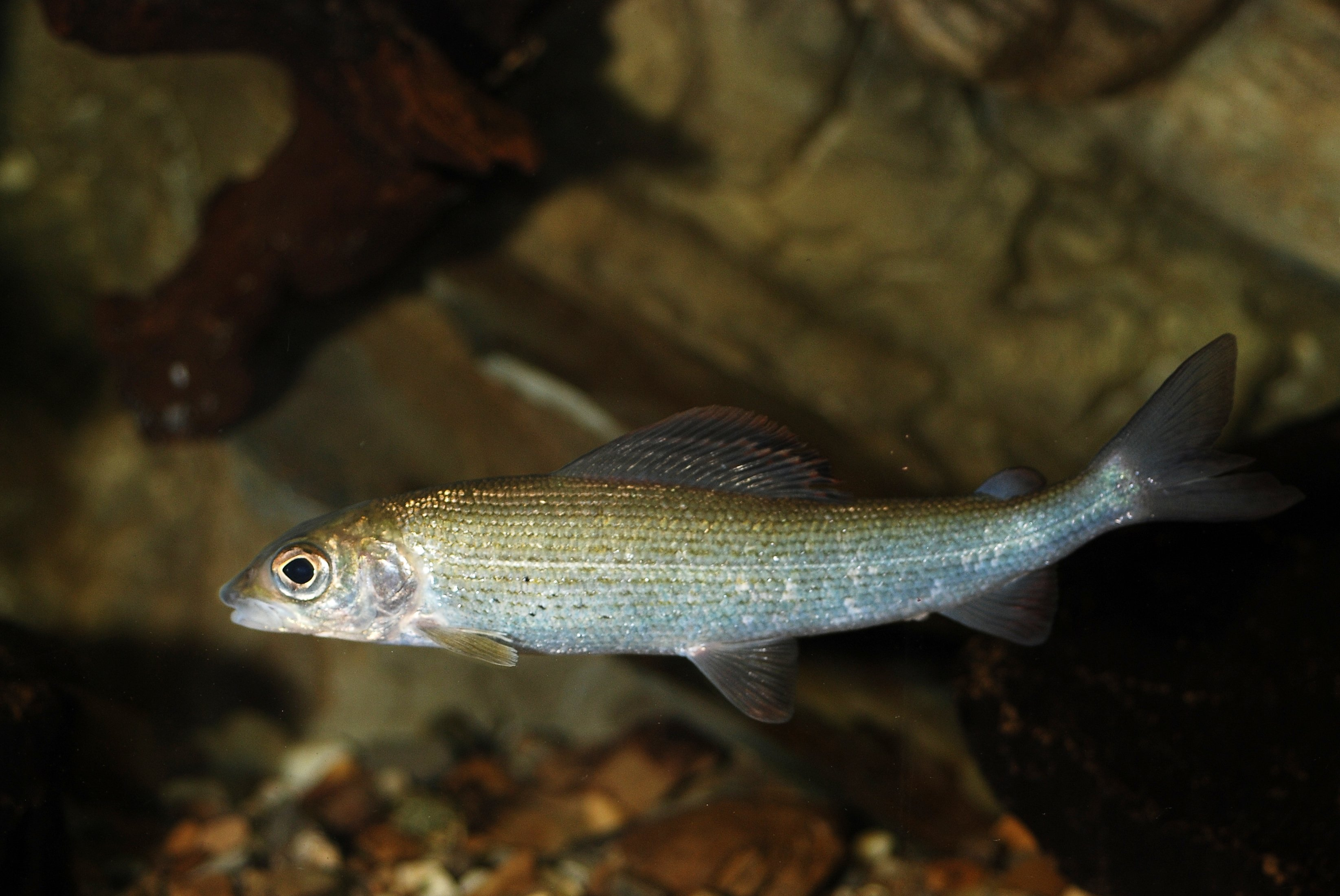
グレイリング（Grayling）

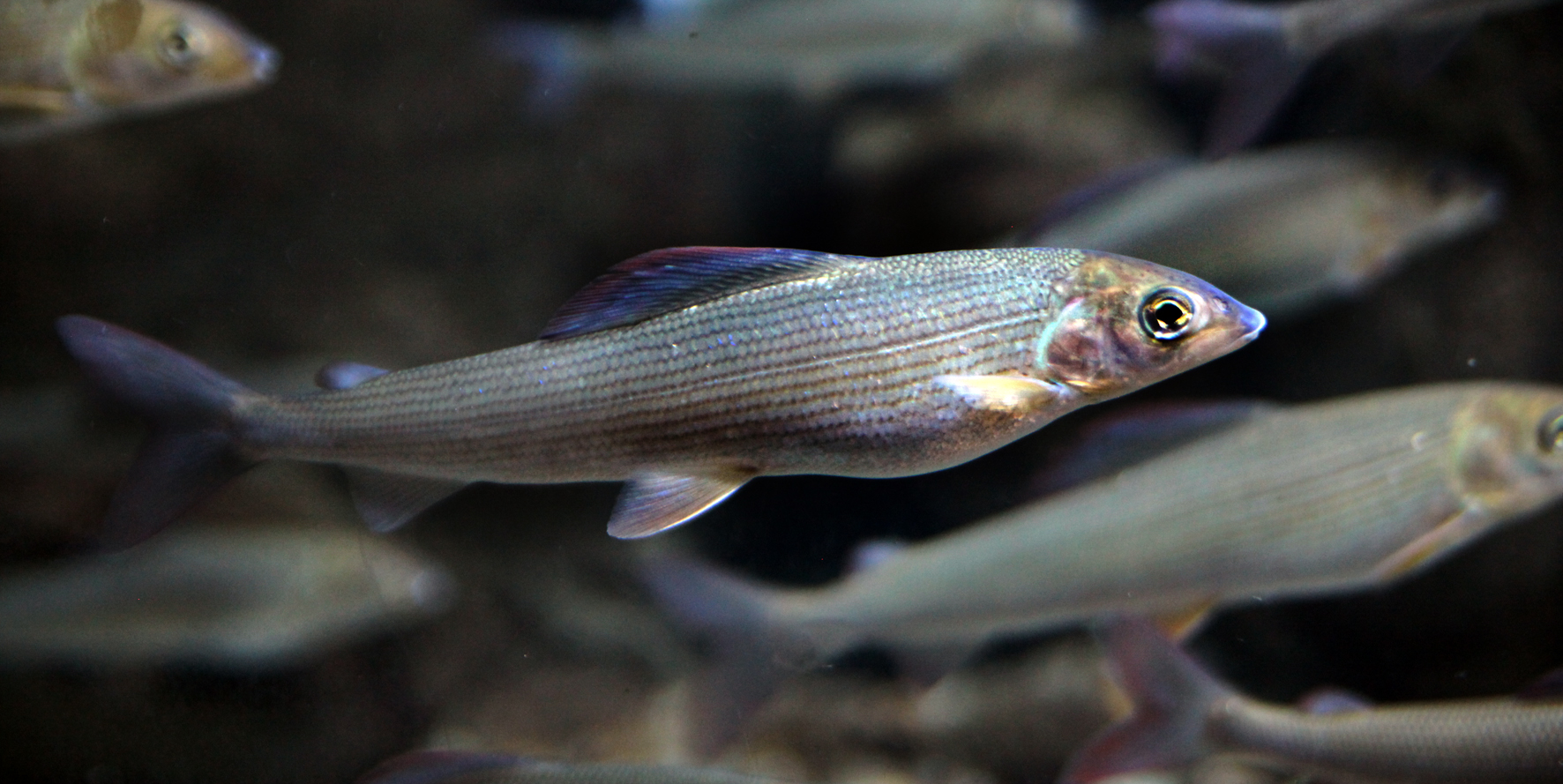
アークティック・グレイリング（Arctic grayling）

## 艦歴
グレイリングは1939年12月15日にメイン州キタリーのポーツマス海軍造船所で起工した。1940年9月4日にハーバート・F・リアリー夫人によって命名、進水し、1941年3月1日に艦長エリオット・オルソン少佐（アナポリス1927年組）の指揮下就役する。海上公試後、グレイリングは1941年6月20日にO-9 (USS O-9, SS-70) 捜索に参加する。O-9はショールズ諸島沖での潜水訓練に失敗し浮上することができなかった。O-9は海底で発見されたが、救助作業は失敗した。グレイリングは6月22日に行われた遭難者の追悼式に参加した。その後、大西洋艦隊に編入され、8月4日にモアヘッドシティーやヴァージン諸島セント・トーマス島へ出航。8月29日にポーツマスに帰ってきた。グレイリングはニューポートで整備を受け、11月17日に真珠湾に回航されることとなった。12月3日にパナマ運河地帯を通過し、12月10日にサンディエゴに到着。整備ののち12月17日に出航し、12月25日に到着した。

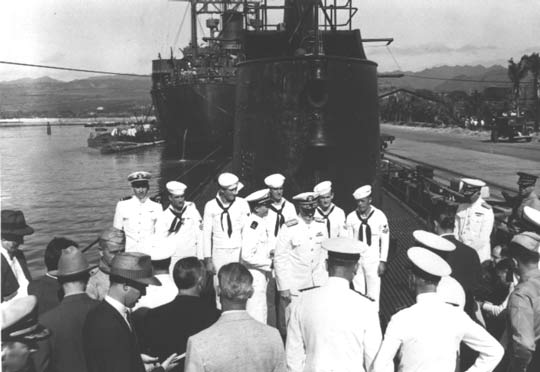
グレイリング艦上でのニミッツ大将の太平洋艦隊司令長官就任式（1941年12月31日）

12月31日はグレイリングにとって晴れがましい日であった。この日の午前10時、グレイリングの甲板上でチェスター・ニミッツ大将の太平洋艦隊司令長官就任式が執り行われた。潜水艦でこのような就任式が行われた理由は、真珠湾攻撃で大型艦は大なり小なりの損害を受け、まともな、かつ迅速に積極的な作戦ができる艦艇は潜水艦しかなかった。ニミッツ大将はグレイリング艦上から太平洋の海の戦いを執り始めたのである。

### 第1、第2の哨戒・ミッドウェー海戦 1942年1月 - 6月
1942年1月5日、グレイリングは最初の哨戒でマーシャル諸島およびギルバート諸島方面に向かった。初めはギルバート諸島の北方を巡り、1月27日以降はトラック諸島と、日本軍が占領したばかりのラバウル間の航路に転じて哨戒を続けた。2月22日、グレイリングは中ぐらいの目標に対して最初の攻撃を行うが、成功しなかった。戦果こそなかったものの、トレーニングとしてはまずまずであった。3月7日、グレイリングは61日間の行動を終えて真珠湾に帰投した。
3月27日、グレイリングは2回目の哨戒で日本近海に向かった。4月11日に種子島近海でサンパンに砲撃を加えた。4月13日夕方、グレイリングは豊後水道沖の島南方で陸軍船竜神丸（橋本汽船、6,243トン）を撃沈した。5月16日、グレイリングは51日間の行動を終えて真珠湾に帰投した。
この頃、日本海軍がミッドウェー島目指して進撃しており、これを全力で阻止すべく行動可能な艦船は日本艦隊を迎え撃つべく出撃。グレイリングも第7.1任務群に加わって、ミッドウェー島西方に割り振られた海域に急いだ。グレイリングは日本艦隊の行動に関する情報を提供したが、その一方でB-17に日本の巡洋艦と間違えられて誤爆を受けた。グレイリングは潜航して同士討ちを避けた。ミッドウェー海戦終了後、グレイリングは15日間の行動を終えて真珠湾に帰投した。

### 第3、第4の哨戒 1942年7月 - 12月
7月14日、グレイリングは3回目の哨戒でトラック諸島方面に向かった。この頃からソロモン諸島の戦いに有力な艦隊を加わらせないよう潜水艦でトラックを包囲するようになり、グレイリングもその包囲陣に加わった。8月13日早朝、グレイリングは北緯07度35分 東経152度13分 / 北緯7.583度 東経152.217度の地点で8,000トンから10,000トン級の商船あるいは潜水母艦と思われる艦船を発見して攻撃し、撃破したと報じた。しかし、燃料漏出事故があって哨戒を打ち切った。8月26日、グレイリングは43日間の行動を終えて真珠湾に帰投。修理を受け、その際にレーダーが設置された。艦長がジョン・E・リー少佐（アナポリス1930年組）に代わった。
10月19日、グレイリングは4回目の哨戒でトラック諸島方面に向かった。10月29日、北緯02度25分 東経158度05分 / 北緯2.417度 東経158.083度の地点で「第一小倉丸（日本油槽船、7,270トン）級タンカー」に対してこの哨戒最初の攻撃を行うが、攻撃は失敗した。11月6日朝、グレイリングは北緯06度44分 東経151度25分 / 北緯6.733度 東経151.417度のトラック近海で水上機母艦千代田と思しき艦艇を発見し、魚雷を2本発射。この時、上空を哨戒していた九五式水上偵察機2機がグレイリングを発見し、対潜爆弾を投下。直撃こそしなかったが、艦の後部が浸水し、無線アンテナが破壊されるなどのダメージを受けた。グレイリングは応急修理の上哨戒を続行し、11月10日夜には北緯07度12分 東経150度47分 / 北緯7.200度 東経150.783度の地点でタンカーあるいは4,000トン級貨物船を攻撃し撃沈したと報じた。先の爆撃以外にも駆逐艦からの砲撃などを5回も受けたが、大したことはなかった。11月23日には北緯06度52分 東経150度01分 / 北緯6.867度 東経150.017度の地点で友鶴型水雷艇と思しき艦艇に対して魚雷を4本発射したが命中せず、12月5日にはアンボン近海でスクーナーを撃沈。12月8日にはクパン湾に侵入して輸送船に対して魚雷を3本発射したが、攻撃は成功しなかった。12月13日、グレイリングは55日間の行動を終えてフリーマントルに帰投した。

### 第5、第6、第7の哨戒 1943年1月 - 7月
1943年1月7日、グレイリングは5回目の哨戒でルソン島方面に向かった。1月15日夜に北緯00度19分 東経119度09分 / 北緯0.317度 東経119.150度の地点で120トン級スクーナーを砲撃で撃沈した後、1月20日にはマニラ湾口で病院船朝日丸（日本郵船、9,326トン）を発見するが、識別表にある朝日丸の要目には「二本煙突」と記してあるのに、目の前を航行する本物の朝日丸には一本しか煙突がないことを指摘した。1月25日夜、グレイリングは北緯13度23分 東経121度32分 / 北緯13.383度 東経121.533度のベルデ島水路で中型貨物船を発見し魚雷を4本発射するも、夜間潜望鏡を使ったこの攻撃は失敗した。翌1月26日には北緯13度26分 東経121度16分 / 北緯13.433度 東経121.267度のミンドロ島近海で輸送船潮丸（丸辰海運、749トン）を撃沈。翌1月27日にもタブラス海峡で4,500トン級貨物船を発見して攻撃し、貨物船を撃破したと報じた。2月11日、グレイリングは北緯14度16分 東経120度28分 / 北緯14.267度 東経120.467度の地点でマニラを出港したばかりの第834船団を発見して攻撃し、陸軍船宝永山丸（山下汽船、6,033トン）に魚雷を命中させ航行不能に陥らせ、船団自体もマニラに引き返していった。2月13日には北緯14度11分 東経120度17分 / 北緯14.183度 東経120.283度のコレヒドール島近海で、マニラ湾に入りつつある海軍徴傭船鎌倉丸（日本郵船、17,498トン）を発見して接近するも、直前にQシップが反転して接近しつつあったため、目標をQシップに切り替えて魚雷を3本発射したが、Qシップは攻撃を避けて爆雷を39発投じ、戦果確認どころではなかった。2月24日、グレイリングは49日間の行動を終えてフリーマントルに帰投した。
3月18日、グレイリングは6回目の哨戒でルソン島方面に向かった。タラカン島近海からベルデ島水路にかけて哨戒。3月28日、北緯03度04分 東経118度05分 / 北緯3.067度 東経118.083度のタラカン島南東海域で折からの雨の中、タンカーを発見して魚雷を4本発射し、1つが命中したと判断された。4月7日未明、グレイリングは北緯13度20分 東経121度33分 / 北緯13.333度 東経121.550度のベルデ島水路で7,000トン級貨物船からのものと思しき煙を発見し、浮上攻撃で合計6本の魚雷を発射して2本の命中を報告した。明け方に潜航した後、夕刻に浮上してレーダーを使った哨戒を再開する。すると、1,500トン級商船を発見して魚雷を1本発射。しかし、これは命中しなかったので砲戦に切り替えたが、最終的にはこの目標を逃してしまった。4月9日明け方には、北緯13度05分 東経121度43分 / 北緯13.083度 東経121.717度のミンドロ島東岸で第3202船団を発見し、陸軍船上海丸（山下汽船、4,112トン）を撃沈。4月12日の朝方には北緯14度14分 東経120度14分 / 北緯14.233度 東経120.233度のコレヒドール島の南西海域で7,000トン級貨物船を発見し、魚雷を3本発射したものの命中せず、浮上砲戦を挑んだが打撃を与えるには至らなかった。翌4月13日夜には北緯10度38分 東経121度27分 / 北緯10.633度 東経121.450度の地点で2隻の小型貨物船と浮上砲戦を行ってこれを撃沈し、4月18日には南緯06度10分 東経116度53分 / 南緯6.167度 東経116.883度の地点で、2本マストのスクーナーを砲撃で撃沈した。4月25日、グレイリングは38日間の行動を終えてフリーマントルに帰投した。
5月18日、グレイリングは7回目の哨戒で南シナ海に向かった。5月25日夜、南緯06度00分 東経116度51分 / 南緯6.000度 東経116.850度の地点でレーダーによって探知したタンカーか護衛艦と思われる目標に対し、魚雷を1本発射するも命中しなかった。翌5月26日夕刻に南緯06度07分 東経118度42分 / 南緯6.117度 東経118.700度の地点でも5,000トン級貨物船に対して魚雷を3本発射するも、攻撃は成功しなかった。6月7日夕刻から6月8日未明にかけては、北緯03度12分 東経108度47分 / 北緯3.200度 東経108.783度の地点で発見した目標に対して二度にわたって魚雷を3本発射したが命中せず、次いで浮上砲戦を挑むも目標の備砲が火を吹いてきたため、それ以上の攻撃は仕掛けられなかった。6月22日朝、グレイリングは北緯04度03分 東経103度57分 / 北緯4.050度 東経103.950度の地点で第698船団を発見して攻撃を行い、タンカー永洋丸（関東タンカー、8,674トン）を撃破。次いで他の目標に対しても攻撃を行うつもりだったが、スコールが他の目標を隠してしまった。他に6月17日と6月25日に、大型ジャンクとスクーナーを破壊した。7月6日、グレイリングは50日間の行動を終えてフリーマントルに帰投。艦長がロバート・M・ブリンカー少佐（アナポリス1934年組）に代わった。

### 第8の哨戒 1943年7月 - 8月・喪失
7月31日、グレイリングは8回目の哨戒でルソン島近海に向かった。この哨戒では、フィリピンの抗日ゲリラに対する支援任務も命じられていた。マカッサル海峡を抜けてフィリピン近海に接近し、7月31日にパナイ島プシオ岬に到着して糧食と軍需品2トンをゲリラに引き渡した。8月19日、グレイリングは戦果報告を打電。内容はバリクパパン近海で6,000トン級貨物船と交戦して撃破したことと、250トン級機帆船を撃沈して捕虜が1名いることであった。8月23日にもパナイ島パンダン湾に入り、糧食2トンを陸揚げした。8月27日未明、グレイリングは北緯13度35分 東経121度22分 / 北緯13.583度 東経121.367度のベルデ島水路東口でパラオからマニラに向かっていた輸送船団を発見。2時25分、グレイリングは船団中の陸軍船明山丸（宮地汽船、5,480トン）に向けて魚雷を2本発射。うち1本が命中して明山丸を撃沈した。この後、グレイリングはタブラス海峡、マニラ湾口を経て真珠湾に帰投の予定だったが、グレイリングの以後の消息は不明となる。9月12日に第71任務群司令部はグレイリングへの無線通信が行われる予定であったが、グレイリングとの連絡の試みは全て失敗した。1943年9月30日にグレイリングは公式に喪失したものとして報告された。
日本側は船団攻撃のあった翌日、水上を航行する潜水艦を目撃。9月9日にはリンガエン湾口で浮上したアメリカの潜水艦を目撃している。これらの目撃報告はすべてグレイリングが行動予定の海域でのものであった。その9月9日、2日前にマニラを出港し高雄に向かっていた特設運送船（応急タンカー）北安丸（大連汽船、3,712トン）は、ルソン島西部で潜水艦を目撃したことを報告した。北安丸は「水中の物体と接触した衝撃を感じた」とも報告しているが、それ以上の記録はない。一つ付け加えるならば、この報告の出典は不明である。日本の対潜攻撃がこの時期にグレイリングを沈めたとの記録はない。グレイリングは記録に残らなかった攻撃により撃沈された可能性もある。ただ一つ確実なのは、9月9日から12日の間にリンガエン湾もしくはマニラ近海でグレイリングは喪失し、ついに生きて帰らなかったということである。
グレイリングは5度の大きな戦果を上げ、そのトン数は21,575トンに上る。第1回目を除く全ての哨戒が成功として記録された。グレイリングは第二次世界大戦の戦功で6個の従軍星章を受章した。